# José Esteban Uranga Galdiano
José Esteban Uranga Galdiano (Pamplona, 24 de noviembre de 1898 - 7 de octubre de 1978) fue un abogado, historiador e historiador del arte, así como concejal de Pamplona y presidente del Diario de Navarra, además de fotógrafo cuyo archivo alcanzaron más de 20.000 placas de arquitectura, pintura y escultura principalmente de Navarra.

## Biografía
Estudió el bachillerato en el Colegio de los Jesuitas de Tudela y para a continuación empezar la carrera de Derecho en la Universidad de Deusto que acabó en la Universidad de Zaragoza. Una vez licenciado, entró como abogado en el bufete de su tío Pedro Uranga Esnaola. Tras el Desastre de Annual fue movilizado y al regresar del servicio militar abandonó la práctica forense y se matriculó en Filosofía y Letras en la Universidad Central (Madrid). Según recordaba el Diario de Navarra «cursó la carrera con profesores como Eduardo Ibarra, Julio Cejador, Ángel González Palencia, Manuel Gómez Moreno, Ramón Menéndez Pidal, Hugo Obermaier y Claudio Sánchez Albornoz, maestros por los que profesaría una admiración discipular siempre manifiesta.»
En 1925 fue designado académico correspondiente de la Real Academia de Bellas Artes de San Fernando y miembro de la Comisión de Monumentos Históricos y Artísticos de Navarra, en la que estuvo junto a Arturo Campión, Julio Altadill, José Zalba y Onofre Larumbe.
Fue concejal de Pamplona entre 1927-1928. En 1928 fue nombrado Depositario de la Diputación Foral de Navarra donde permaneció hasta su jubilación (1968).
La Diputación Foral creó la Institución Príncipe de Viana en 1940, siendo su secretario José María Lacarra, al que sustituyó en 1946. Desde 1966 hasta 1973 ocupó el cargo de director de la misma. 
Durante su dirección se crearon dos revistas, Fontes linguae vasconum y Cuadernos de etnología y etnografía de Navarra, para recoger, respectivamente, publicaciones lingüísticas (en euskera) y etnográficas.
Mostró gran interés en la restauración de diversos monumentos navarros en estado de ruina. Durante su pertenencia a la Comisión de Monumentos Históricos y Artísticos de Navarra, trabajó en la rehabilitación del monasterio de la Oliva, junto a Onofre Larumbe, y promovió la llegada de la actual comunidad trapense. Después, ya en la Institución Príncipe de Viana, siguió con el monasterio de Leyre, el monasterio de Iranzu, el convento de Santo Domingo de Estella y parte del templo del monasterio de Irache.
Fue durante años presidente del Grupo La Información, S. A., empresa editora de Diario de Navarra del que su hijo José Javier Uranga, fue director (1962-1990).
En 1971, dos años antes de fallecer, recibió un homenaje por parte de 33 especialistas de historia, arte, lingüística y etnología cuyos artículos fueron recogidos en un volumen de más de quinientas páginas (Homenaje a D. José Estaban Uranga, Pamplona, 1971, Editorial Aranzadi). Poco después la Facultad de Filosofía y Letras de la Universidad de Navarra también le rindió un homenaje.

## Publicaciones
Entre sus numerosas publicaciones destacan los siguientes libros:
- Retablos navarros del Renacimiento (Diputación Foral de Navarra, Príncipe de Viana, CSIC, Pamplona, 1947).
- Arte medieval navarro (Caja de Ahorros de Navarra, 1971), junto con Francisco Iñiguez Almech. 5 tomos.[2]

Sus ilustraciones fotográficas fueron publicadas en numerosos libros:
- La casa en Navarra (Caja de Ahorros de Navarra, 1982-1983) del autor Julio Caro Baroja. 4 tomos.[2]

## Reconocimientos
- 1925. Académico correspondiente de la Real Academia de Bellas Artes de San Fernando.[1]
- 1925. Miembro de la Comisión de Monumentos Históricos y Artísticos de Navarra.[1]
- 1958. Miembro de la Real Academia de la Historia y del Instituto Arqueológico Alemán en Berlín.